# Bahnstrecke Stadthafen Rostock–Markgrafenheide
| Stadthafen Rostock–Markgrafenheide | Stadthafen Rostock–Markgrafenheide |
| ---------------------------------- | ---------------------------------- |
| Spurweite:                         | 1435 mm (Normalspur)               |
|                                    |                                    |

Die Bahnstrecke Stadthafen Rostock–Markgrafenheide ist eine unvollendete Eisenbahnstrecke, die Teile des Stadtgebietes von Rostock für den Güterverkehr verbunden hätte. Sie sollte an die Hafenbahn Rostock angeschlossen werden und vom Hafen nördlich der Altstadt über Dierkow vermutlich über 15 Kilometer nach Markgrafenheide und eventuell weiter nach Graal-Müritz führen. Einige Relikte des Bauprojektes sind vor allem in Dierkow erhalten geblieben.

## Geschichte
Der Rostocker Hafen an der Unterwarnow nördlich der Altstadt (heute als Rostocker Stadthafen bezeichnet) hatte bereits im Jahr 1854 Eisenbahnanschluss bekommen. Im Jahr 1920 wurden die Anlagen von Hafen und Bahn zunächst bis zur Holzhalbinsel hinter einem alten Warnowarm ausgedehnt. Mehrfach hatte es seinerzeit bereits Planungen gegeben, die Hafenbahn über die Petribrücke auf das andere Ufer der Warnow im östlichen Teil von Rostock zu verlängern. Entsprechende Ideen lassen sich mindestens bis in das Jahr 1907 zurückverfolgen.
Erst 1933 oder kurz darauf erfolgte der Eisenbahnanschluss des Osthafens als Erweiterung des Rostocker Stadthafens über die Petribrücke. Die nationalsozialistische Führung plante in den folgenden Jahren den Ausbau von Rostock zum wirtschaftlichen Oberzentrum des Gaus Mecklenburg-Lübeck. Vor allem östlich der Warnow sollten neue Wohn- und Industriegebiete sowie militärische Anlagen gebaut werden. Entsprechend waren auch neue Verkehrswege vorgesehen. Kernstück war eine Bahnverbindung vom Hauptbahnhof über das Hafengelände an der Warnow, Dierkow, Hinrichsdorf, Nienhagen, Stuthof nach Markgrafenheide und weiter nach Graal-Müritz. In Markgrafenheide sollte die neue Strecke mit der Strandbahn Warnemünde–Markgrafenheide verknüpft und diese auf Regelspur umgestellt werden. In Graal-Müritz war eine Verbindung mit der Bahnstrecke Rövershagen–Graal-Müritz vorgesehen.

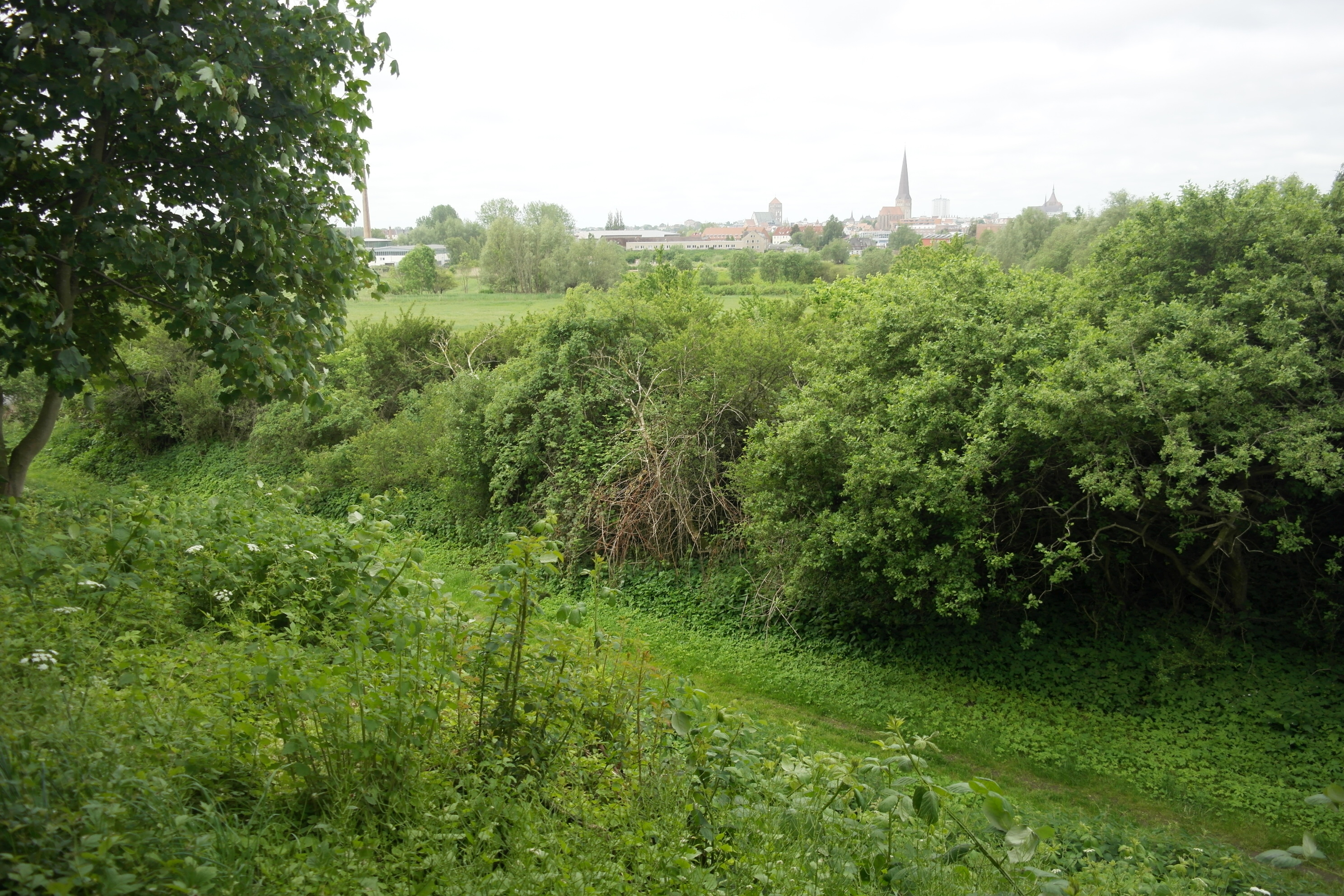
Einschnitt für die geplante Bahntrasse in Rostock-Dierkow

Die Züge sollten vom Hauptbahnhof über die westlich des Stadtzentrums verlaufende Hafenbahnstrecke der Lloydbahn verkehren, da dieser Abschnitt im Gegensatz zur Strecke vom Güterbahnhof durch die Grubenstraße zum Hafen weitgehend bedeutungslos geworden war. Ein Projekt für eine eingleisige Strecke von Rostock bis Markgrafenheide wurde am 19. November 1935 durch die Allgemeine Lokalbahn- und Kraftwerke AG (ALOKA) eingereicht, welche seit 1925 die Mehrheit an den Aktienanteilen der Rostocker Straßenbahn AG (RSAG) hatte. Zeitgleich entstanden die Wohngebiete Dierkow-Ost und Dierkow-West, deren Bau der Zeit entsprechend propagandistisch begleitet wurde.
Auch die RSAG beteiligte sich an den Ausschreibungen, jedoch übertrug der Rostocker Oberbürgermeister Walter Volgmann den Zuschlag für die Vorarbeiten an der Strecke der Firma Lenz & Co., die bereits die Bahn von Rövershagen nach Graal-Müritz betrieb. In einem Bericht des Rostocker Anzeigers vom 18. März 1938 war erneut von einer Straßenbahnlinie nach Markgrafenheide die Rede.
Tatsächlich entstanden umfangreiche Gleisanlagen hinter dem Osthafen, die eine Reihe von Gewerbebetrieben anschlossen. Darüber hinaus kam es zu einigen Bauvorleistungen, teilweise wurden auch Gleise bis in den Bereich Dierkow verlegt. Die im Zuge der Gutenbergstraße in Dierkow-Ost erbaute Brücke, welche die Bahnstrecke überquert hätte, wurde mit Natursteinmauerwerk verkleidet und hinterlässt so einen mit vielen Autobahnbrücken aus dieser Zeit vergleichbaren Eindruck. Der Trassenbau erforderte umfangreiche Erdarbeiten, wovon der hergestellte Einschnitt noch heute zeugt. Nach Kriegsbeginn wurden die Arbeiten etwa 1940 abgebrochen und nicht wieder aufgenommen.
Wie weit der Trassenbau bis zur Einstellung der Bauarbeiten vorangetrieben wurde, ist heute nicht mehr erkennbar, da das in den 1980er Jahren erbaute Plattenbaugebiet Dierkow das Gelände stark überformt hat. In den 1950er Jahren wurde die Trasse nochmals Gegenstand von Planungen eines alternativen Gleisanschlusses des Stadthafens vom seinerzeit ebenfalls noch im Planungsstadium befindlichen Güterbahnhof Rostock Seehafen. Letztlich wurden diese Pläne ebenfalls nicht weiter verfolgt.

## Zweck der Verbindung
Markgrafenheide als Zielort der Verbindung lässt die Vermutung zu, dass der dortige Marinestandort und auch der damalige Militärflugplatz mit der Bahn erschlossen werden sollten, zumal ein Anschluss an die dann umgespurte Strandbahn Warnemünde–Markgrafenheide vorgesehen war. Ein Muna-Standort, etwa ein größeres Kraftstofflager, existierte in der Umgebung von Markgrafenheide jedoch nicht. Allerdings waren weitere Industrie- und militärische Anlagen in der Region geplant.
Unklar ist, ob ein Vollbahn oder eine straßenbahnartige Verbindung entstehen sollte. Die Quellenkritik der Autoren bezweifelt einen Presseartikel aus dem Jahr 1938, in dem über das Projekt als dem Bau einer Straßenbahnverbindung berichtet wird. Tatsächlich war Markgrafenheide bereits von Warnemünde aus mit der Strandbahn zu erreichen. Die Autoren verweisen auch auf seinerzeitige Bilddokumente, aus denen hervorging, dass es sich tatsächlich um Eisenbahngleise gehandelt haben musste.

## Technische Parameter
Die vollständige Planung mit dem genauen Verlauf der begonnenen Verbindung ist unbekannt. Anzunehmen ist, dass eine bautechnisch einfache Trassierung gewählt wurde, die Hinrichsdorf, Nienhagen und Stuthof berührt hätte. Es wären sumpfige Gebiete wie der Schnatermann zu durchqueren gewesen, ebenso hätten einige Bachläufe Durchlässe erfordert. Mit etwa 15 km wäre die Bahn als (Militär-)Anschlussbahn relativ lang geworden, allerdings wurde das bei einem ähnlichen Projekt in Vorpommern bei der Bahnstrecke Demmin–Tutow inkauf genommen. Alternativ hätte Markgrafenheide auch als Abzweig von der Mecklenburgischen Bäderbahn Rövershagen–Graal-Müritz  erreicht werden können, letztere befand sich jedoch in Privatbesitz. Die Ausführung wäre in Normalspur erfolgt, da die Linie an die vorhandenen Hafenbahnanlagen angeschlossen hätte.

## Relikte
Der ehemalige Eisenbahnteil der Petribrücke ist bis heute erhalten und wird als Radweg genutzt. Vom Dierkower Damm abzweigend sind etwa 500 m der bis 1939 erbauten Trasse erhalten, die über die gesamte Länge in einem Einschnitt durch die bis zu 15 m hohe „Dierkower Höhe“ verläuft.
In diesem Bereich befand sich bis nach 2000 das Gebäude der ehemaligen Bauleitung (Steinbaracke). Herausragendes Relikt ist die Brücke Gutenbergstraße, eine mit Natursteinmauerwerk verkleidete Gewölbebrücke.